# 트랜스클루전

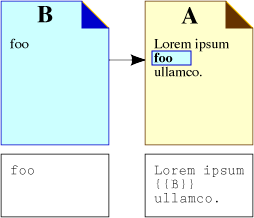
B의 내용을 A로 가져와 보여 주는 과정이 설명된 개념도

트랜스클루전(Transclusion)은 컴퓨터 과학에서 어느 문서의 일부를 다른 문서에 인용으로서 포함시키는 것이다. 예를 들어 어떤 문서에서 통계 자료만 가져와 다른 문서에 포함시킨다고 할 때, 트랜스클루전은 그 통계 자료를 복사해서 똑같은 내용을 만드는 것이 아니라 링크 등의 방법으로 다른 문서에서는 보여주기만 하는 것이다.